# Sozialistische Republik Slowenien
Die Sozialistische Republik Slowenien (slowenisch Socialistična Republika Slovenija, bis 1963 Volksrepublik Slowenien, slowenisch Ljudska republika Slovenija; serbokroatisch Социјалистичка Република Словенија Socijalistička Republika Slovenija) war ein Gliedstaat der Sozialistischen Föderativen Republik Jugoslawien, der von 1945 bis 1991 bestand. Bis zu den Wahlen im Jahr 1990 war der Bund der Kommunisten Sloweniens Regierungspartei.
Am 7. März 1990 wurde die Sozialistische Republik Slowenien in eine parlamentarische Republik umgewandelt und in Republik Slowenien umbenannt. Am 25. Juni 1991 erklärte die Republik Slowenien zusammen mit der Republik Kroatien ihre Unabhängigkeit von Jugoslawien.

## Bezeichnung
Im Jahr 1946 erhielt Slowenien die offizielle Bezeichnung Volksrepublik Slowenien (slowenisch: Ljudska republika Slovenija, serbokroatisch: Narodna Republika Slovenija). Mit der Verfassung aus dem Jahr 1963 erfolgte eine Umbenennung in Sozialistische Republik Slowenien.
Im März 1990 wurde die Bezeichnung „sozialistisch“ aus dem Namen entfernt.

## Politische Führung

### Sekretäre des Zentralkomitees der Kommunistischen Partei (Parteichef)
| Beginn der Amtszeit | Ende der Amtszeit | Amtsinhaber    | Lebensdaten |
| ------------------- | ----------------- | -------------- | ----------- |
| 1943                | 1946              | Franc Leskošek | 1897–1983   |
| 1946                | 1948              | Edvard Kardelj | 1910–1979   |
| 1948                | 1966              | Miha Marinko   | 1900–1983   |
| 1966                | 1968              | Albert Jakopič | 1914–1996   |
| März 1969           | April 1982        | France Popit   | 1921–2013   |
| April 1982          | Mai 1986          | Andrej Marinc  | * 1930      |
| Mai 1986            | Dezember 1989     | Milan Kučan    | * 1941      |
| Dezember 1989       | Februar 1990      | Ciril Ribičič  | * 1947      |

### Staatspräsident
Die Amtsbezeichnung lautete bis 1945 Vorsitzender der Befreiungsfront, von 1945 bis 1953 Präsident des Präsidiums der Volksversammlung, von 1953 bis 1974 Präsident der Volksversammlung sowie von 1974 bis 1990 erneut Präsident des Präsidiums der Volksversammlung.
| Beginn der Amtszeit | Ende der Amtszeit | Amtsinhaber     | Lebensdaten |
| ------------------- | ----------------- | --------------- | ----------- |
| 3. Oktober 1943     | 30. Januar 1953   | Josip Vidmar    | 1895–1992   |
| 30. Januar 1953     | 16. Dezember 1953 | Ferdo Kozak     | 1894–1957   |
| 16. Dezember 1953   | 9. Juni 1962      | Miha Marinko    | 1900–1983   |
| 9. Juni 1962        | 25. Juni 1963     | Vida Tomšič     | 1913–1998   |
| 1963                | 1967              | Ivan Maček      | 1908–1993   |
| 1967                | Mai 1979          | Sergej Kraigher | 1914–2001   |
| Mai 1979            | 7. Mai 1983       | Viktor Avbelj   | 1914–1993   |
| 7. Mai 1983         | Mai 1988          | France Popit    | 1921–2013   |
| Mai 1988            | 10. Mai 1990      | Janez Stanovnik | 1922–2020   |

### Ministerpräsident
Die Amtsbezeichnung des Ministerpräsidenten lautete von 1945 bis 1953 Premierminister sowie von 1953 bis 1990 Vorsitzender des Exekutivrates.
| Beginn der Amtszeit | Ende der Amtszeit | Amtsinhaber     | Lebensdaten |
| ------------------- | ----------------- | --------------- | ----------- |
| 5. Mai 1945         | Juni 1946         | Boris Kidrič    | 1912–1953   |
| Juni 1946           | 15. Dezember 1953 | Miha Marinko    | 1900–1983   |
| 15. Dezember 1953   | 25. Juni 1962     | Boris Kraigher  | 1914–1967   |
| 25. Juni 1962       | April 1965        | Viktor Avbelj   | 1914–1993   |
| April 1965          | Mai 1967          | Janko Smole     | 1921–2010   |
| Mai 1967            | 27. November 1972 | Stane Kavčič    | 1919–1987   |
| 27. November 1972   | Mai 1978          | Andrej Marinc   | * 1930      |
| Mai 1978            | Juli 1980         | Anton Vratuša   | 1915–2017   |
| Juli 1980           | 23. Mai 1984      | Janez Zemljarič | * 1928      |
| 23. Mai 1984        | 16. Mai 1990      | Dušan Šinigoj   | * 1933      |

## Staatssymbole

### Flaggen

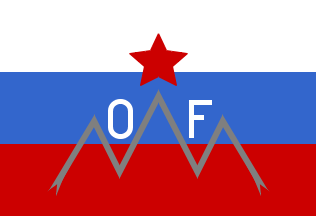
Flagge der Osvobodilna Fronta, einer slowenischen Widerstandsorganisation gegen die Besatzung durch die Achsenmächte während des Zweiten Weltkriegs
Flagge der slowenischen Partisanenbewegung, 1941 bis 1945
Flagge von 1945 bis 1990
Vorschlag der Sozialdemokraten aus dem Jahr 1990
Inoffizielle Flagge zwischen 1990 und 1991
Am 25. Juni 1991 angenommene Flagge

### Wappen

Wappen von 1945 bis 1991
Am 25. Juni 1991 angenommenes Wappen